# 飯山由貴
飯山 由貴（いいやま ゆき、1988年 - ）は、日本の現代美術家。多摩美術大学講師。精神疾患、歴史的事象、社会的スティグマにかかわるインスタレーション作品を制作している。

## 経歴
神奈川県生まれ。2011年、女子美術大学芸術学部絵画学科洋画専攻卒業。2013年、東京藝術大学大学院美術研究科油画修了。
彼女の作品はインスタレーションやリレーショナルアートなど、空間や人々との関係性を重視した表現方法が特徴であり、アーカイブや公共機関との関わりも多く見られる。
主要な個展には、2022年の「あなたの本当の家を探しにいく」（東京都人権プラザ）、2016年の「生きている百物語」（瀬戸内国際芸術祭、宮浦ギャラリー六区）や、2015年の「Temporary home, Final home」（愛知県美術館）がある。
また、グループ展では「ここは未来のアーティストたちが眠る部屋となりえてきたか？」（2024年、国立西洋美術館）、「生きている百の物語」（2020年、WAITINGROOM）、「地球がまわる音を聴く：パンデミック以降のウェルビーイング」（2022年、森美術館）など、著名な美術館で作品が展示されている。
国立西洋美術館で開催された「ここは未来のアーティストたちが眠る部屋となりえてきたか？」の内覧会で、パレスチナでのイスラエル政府による「ジェノサイド」に反対の意を示す抗議活動を行う。

## 作品
- 展示『湯気　けむり　恩賜』（2013年）[5]
- 映像『あなたの本当の家を探しにいく』（2013年）[5]
- 映像『海の観音さまに会いにいく』（2014年）[5]
- 映像『hidden names』（2014年、2021年）[6]
- 展示『生きている百物語』（2016年）[7]
- 展示『生きている百の物語』（2020年）[8]
- 映像『In-Mates』（2021年）[9][10]
- 映像『家父長制を食べる』（2022年）[11]

## 検閲

### 経緯
2022年10月、東京都の施設「東京都人権プラザ」が開催した企画展「あなたの本当の家を探しにいく」で飯山の制作した映像作品『In-Mates』が上映中止となった。飯山は記者会見を開き「在日コリアンへの差別に基づく都による検閲が行われた」と批判した。都内部のメールでは中止の理由を「朝鮮人虐殺を事実とする動画に懸念がある」などとしていた。同年11月、上映中止となった作品の都議会議員向け上映会が行われた。2023年3月、飯山は東京都に上映の実施を求める要望書を提出し、さらに中止を決定した過程を開示するよう求めた。

### 展示内容
「あなたの本当の家を探しにいく」は2022年8月30日から同年11月30日まで東京都人権プラザで開催された企画展（担当：村上由鶴）。告知文では、飯山の映像作品3点を通して「精神障害がある人の語りと向き合うこと、寄り添うことの在り方を示します」としている。飯山の事業計画では『In-Mates』上映とトークイベントを含む予定だった。

### 『In-Mates』
上映中止となった作品『In-Mates』は、戦前に存在した精神科病院「王子脳病院」をテーマにした約26分の映像作品。入院していた朝鮮人患者2名の診療記録を参照しながら、ラッパー・詩人の在日韓国人FUNIが川崎港海底トンネルでパフォーマンスを行う。在日朝鮮人の歴史を研究する外村大が「日本人が朝鮮人を殺したのは事実」と説明する場面もある。彫刻家の小田原のどかは『飯山の作品が「精神疾患」をめぐり、「家族」から「国家」へと射程を広げ、さらに「帝国」の問題系と接続されていく様子をたどることができた』と評している。

## 出演

### ウェブ番組
- ポリタスTV（YouTube、2023年8月1日）